# Dougie Baldwin
Dougie Baldwin (* 13. November 1996 in Frankston, Victoria) ist ein australischer Schauspieler. Bekannt wurde er vor allem durch seine Hauptrollen in der Kinderserie Nowhere Boys, der Netflix-Comedyserie Disjointed und der CBS-Sitcom Georgie & Mandy.

## Leben

### Kindheit
Er trat im Alter von vier Jahren regelmäßig vor Familie und Freunden auf und schauspielerte. Zwischen seinem neunten und vierzehnten Lebensjahr besuchte er die Helen O’Grady Drama Academy, wo er erste Erfahrungen im Theaterschauspiel  sammelte.

### Karriere
Baldwin wurde von seiner älteren Schwester Nathalie Antonia, die ebenfalls Schauspielerin ist, zum Schauspiel inspiriert. Im Jahr 2012 unterzeichnete er einen Agenturvertrag und übernahm kurze Zeit später Hauptrollen in den australischen Fernsehserien Nowhere Boys und Upper Middle Bogan. Beide Produktionen waren sehr beliebt. Nowhere Boys wurde 2014 und 2015 mit dem Logie Award als „Most Outstanding Children’s Program“ ausgezeichnet.
2017 gab Baldwin sein US-Debüt in der Netflix-Serie Disjointed, in der er neben Kathy Bates die Figur Pete, einen exzentrischen Cannabiszüchter, verkörperte. Die Serie wurde von Chuck Lorre produziert.
Nach dieser Rolle zog Baldwin nach Paris, um an der renommierten Schauspielschule École Philippe Gaulier eine Ausbildung im Bereich Physical Theatre zu absolvieren. Anschließend kehrte er nach Melbourne zurück, wo er sich verstärkt der Comedy widmete. Sein Stand-up-Programm Mind How Y’Go wurde 2022 beim Melbourne Fringe Festival für zwei Preise nominiert, darunter „Best Comedy Show“.
Seit 2023 spielt Baldwin die Rolle des Connor McAllister in der CBS-Sitcom Georgie & Mandy, deren US-Erstausstrahlung am 17. Oktober 2024 erfolgte.

## Filmografie

### Film
- 2013: The Turning
- 2016: Nowhere Boys
- 2023: Accoladia (Kurzfilm)

### Serien
- 2013–2016: Upper Middle Bogan
- 2013–2015: Nowhere Boys
- 2014: Finding Kate
- 2016: What Goes Around Comes Around
- 2016, 2019: Feedback (2 Episoden)
- 2017–2018: Disjointed
- seit 2024: Georgie & Mandy